# Sue Daniels
Sue Daniels (ca. 1981, echte voornaam Patrick) is een Belgische singer-songwriter, die echter ook beïnvloed is door eletronische muziek van bv. Aphex Twin. Daniels is extreem introvert. Hij tooide zich in het publiek steeds met een pruik zodat hij moeilijk herkenbaar was. Hij deed ooit één interview bij Studio Brussel en verdween nadien volledig terug in de zelfgekozen anonimiteit. Daniels zou ten tijde van zijn enige volwaardige uitgave student geweest zin aan de Brusselse filmschool RITCS en de muziek in zijn vrije tijd gemaakt hebben op een Atari-computer. Meer is er over de man niet bekend.
Daniëls korte muziekcarrière begon nadat hij een demo bezorgde aan Stef Kamil Carlens die de demo op zijn beurt bezorgde aan Rudy Trouvé, die Daniels stimuleerde verder te werken.
In 1999 verscheen de single Comfort, die ononopgemerkt bleef.
In 2001 bracht Daniels zijn enige album uit, een album waar hij in 1998 op 17-jarige leeftijd reeds was beginnen werken. Trouvé trommelde voor de opnames een aantal bevriende muzikanten op. De single 'Constant Raving' werd opgepikt door Studio Brussel. Het nummer werd in 2015 opgenomen op het verzamelalbum 'God owes us a swimming pool'.

## Discografie
- Comfort (1999 - 7 single - Heavenhotel)[5]
- Sue Daniels & Sunday Afternoon Soundsystem: "Paris" (mei 2001, Heavenhotel)

Muzikanten:
- Sue Daniels (zang, gitaar, piano, keyboards, sampling, drums)
- Elko Blijweert (gitaar, gitaarsynthesizer, piano)
- Mauro Pawlowski (gitaar, oscilofoon, percussie)
- Rudy Trouvé (gitaar)
- Cinérex (beat samples)
- Sigrid van Rosendaal (trompet)
- Geert van Bever (fluit)

- "Curse" (juli 2001 - Heavenhotel):
  - Curse (single edit)
  - Curse (Cruise - remix door Peter Obbels)
  - Curse (Gravastar remix door Mauro Pawlowski)
  - Curse (Clubmix door Geert Van Bever)
  - Curse (Livingroommix door Rudy Trouvé)
  - Curse (Words are too clever remix door Joris Caluwaerts)
  - Franco Saint De Bakker - Curse (Jazzmix)
  - Curse (Jack Daniels mix door Redge Brouckaert)